# Distretto di Artvin
Il distretto di Artvin (in turco Artvin ilçesi) è uno dei distretti della provincia di Artvin, in Turchia.